# Bealey (rivière)
La rivière Bealey  (anglais : Bealey River) est un petit cours d'eau situé dans les Alpes du Sud, dans l’Île du Sud de la Nouvelle-Zélande, dans la région de Canterbury. C'est un affluent du fleuve Waimakariri.

## Géographie

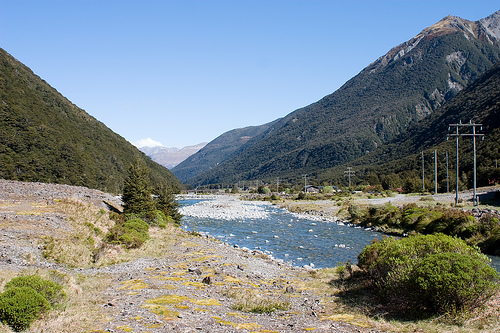
La rivière Bealey s’écoulant à travers le centre-ville d’Arthur's Pass

C’est un affluent du fleuve Waimakariri. Sa vallée forme l’approche est du col d'Arthur.

## Étymologie
La rivière et la ville de Bealey ont été nommées en l’honneur de Samuel Bealey (en), un surintendant et éleveur du XIXe siècle de la province de Canterbury.

## Site d’enfouissement de locomotives
Dans la première moitié du XXe siècle, le NZR (en) déversa un certain nombre de locomotives et de wagons hors service dans la rivière pour en stabiliser les berges et prévenir l’érosion, en particulier autour du pont de la rivière Bealey. Certaines de ces locomotives et wagons ont été sauvées par les groupes de défense du patrimoine dans l’objectif de les restaurer et les remettre en état de marche, en particulier la WMR (en)No  9 (en) (plus tard NZR N 453) par le Wellington and Manawatu Railway Trust (en) en 2003.
La plupart des autres locomotives et composants ont depuis été enterrés ou mis au rebut. Le reste le plus complet est celui de l’ex-WMR No  10 (later NZR N 454) qui a, semble-t-il, été enterré dans le lit de la rivière près de Cora Lynn, en amont dans la rivière.
Au début des années 1920, la NZR utilisait une ancienne carrière près de la station de Cora Lynn comme atelier à ciel ouvert pour dépouiller les locomotives de leurs pièces utiles avant qu’elles ne soient enfouies. Cette carrière abritait un certain nombre de pièces de locomotives, dont le châssis de la V 132 (en), qui avait été équipée du mécanisme de distribution Walschaerts en 1898 à titre expérimental par NZR. Peu après la récupération de ce châssis en 1997–98, Tranz Rail et le Department of Conservation lancèrent une opération de nettoyage dans la vieille carrière, enterrant de nombreuses pièces de locomotives dans le talus d'accès.
De même, dans les années 1950 et 1960, NZR utilisa la rivière Bealey comme lieu de mise à la ferraille des vieux wagons de passagers en bois. Ces voitures étaient amenées des Addington Railway Workshops (en) de Christchurch, manœuvrées dans le lit de la rivière et brûlées pour récupérer les pièces métalliques pour la ferraille ou comme pièces détachées pour d’autres véhicules en fonction des besoins.

### Autres lieux d’enfouissement des locomotives
- Branxholme (en), Mokihinui, Oamaru (en), Omoto (en), Waimakariri, gare de Westfield (en), cimetière de locomotive de Mararoa (Mararoa Locomotive Dump)